# تيم فالتر
تيم لازلو فالتر (8 نوفمبر 1975-) هو مدرب كرة قدم ألماني، يدرب نادي هامبورغ.
في يونيو 2019 أصبح فالتر المدير الفني الجديد لنادي شتوتغارت. أقيل في 23 ديسمبر 2019. عين مدربًا جديدًا لنادي هامبورغ بدأً من موسم 2021–22.

## الإحصائيات الإدارية
| الفريق        | من           | إلى            | السجل         | السجل | السجل    | السجل   | السجل        | السجل          | السجل       | السجل      | المرجع |
| الفريق        | من           | إلى            | عدد المباريات | الفوز | الانسحاب | الخسارة | الأهداف (له) | الأهداف (عليه) | فرق الأهداف | نسبة الفوز | المرجع |
| ------------- | ------------ | -------------- | ------------- | ----- | -------- | ------- | ------------ | -------------- | ----------- | ---------- | ------ |
| بايرن ميونخ 2 | 1 يوليو2017  | 25 مايو 2018   | 36            | 22    | 8        | 6       | 84           | 41             | +43         | 061٫11     | [ 4 ]  |
| هولشتاين كيل  | 25 مايو 2018 | 23 مايو 2019   | 37            | 15    | 10       | 12      | 65           | 54             | +11         | 040٫54     | [ 5 ]  |
| نادي شتوتغارت | 23 مايو 2019 | 23 ديسمبر 2019 | 20            | 11    | 4        | 5       | 33           | 25             | +8          | 055٫00     | [ 6 ]  |
| نادي هامبورغ  | 1 يوليو2021  | حتى اليوم      | 63            | 32    | 17       | 14      | 116          | 74             | +42         | 050٫79     |        |
| المجموع       | المجموع      | المجموع        | 156           | 80    | 39       | 37      | 298          | 194            | +104        | 051٫28     | —      |